# Anthony Gullsten
Anthony Gullsten, dit Andy Gullsten, né le 20 décembre 1991 à Helsinki en Finlande, est un grimpeur professionnel. Il pratique majoritairement l'escalade de bloc et participe à la coupe et aux championnats du monde de bloc. En 2012, il a remporté la compétition Melloblocco au Val Masino en Italie.
Malgré son jeune âge, il a déjà de nombreuses ascensions de bloc à son actif dont près d'une trentaine d'une cotation entre le 8B et le 8B+.

## Biographie
Andy Gullsten commence l'escalade en 2004 et dès son adolescence il s'intéresse aux compétitions. En 2009, il participe à la coupe d'Europe jeune de difficulté, puis l'année suivante, aux championnats d'Europe de difficulté. En 2011, il participe aux championnats du monde de difficulté et de bloc lors desquels il fait de meilleurs résultat en bloc. Depuis cette compétition il participe à la coupe du monde de bloc.
Le 6 mai 2012, il remporte la 9e édition de la compétition Melloblocco au Val Masino en Italie, aux côtés de Shauna Coxsey, Michele Caminati et Alexey Rubtsov.

## Ascensions remarquables

### En bloc
| Nom                    | Site                  | Date             | Commentaires |
| ---------------------- | --------------------- | ---------------- | ------------ |
| Anam Cara              | Silvretta, États-Unis | 23 novembre 2011 | [ 2 ]        |
| The Globalist          | Sipoo, Finlande       | 6 octobre 2011   | [ 3 ]        |
| The Never Ending Story | Magic Wood, Suisse    | 12 avril 2011    | [ 4 ]        |

| Nom                                        | Site                      | Date             | Commentaires       |
| 2012                                       | 2012                      | 2012             | 2012               |
| ------------------------------------------ | ------------------------- | ---------------- | ------------------ |
| Bleu sacré                                 | Fontainebleau, France     | 12 février 2012  | -                  |
| Directe du Surplomb de la Mée départ assis | Fontainebleau, France     | 9 février 2012   | -                  |
| Elephunk                                   | Fontainebleau, France     | 3 février 2012   | -                  |
| 2011                                       |                           |                  |                    |
| Khéops                                     | Fontainebleau, France     | 16 décembre 2011 | -                  |
| Ubik départ assis                          | Fontainebleau, France     | 10 décembre 2011 | -                  |
| L'Apparemment départ bas                   | Fontainebleau, France     | 10 décembre 2011 | -                  |
| Sideways daze                              | Fontainebleau, France     | 8 décembre 2011  | -                  |
| Golden Gate                                | Silvretta, États-Unis     | 23 novembre 2011 | -                  |
| Bourguignon                                | Murgtal, Suisse           | 28 novembre 2011 | -                  |
| Electric Ant                               | Chironico, Suisse         | 26 novembre 2011 | -                  |
| The Hourglass sds                          | Västervik, Suède          | 29 août 2011     | -                  |
| Ray Of Light                               | Rocklands, Afrique du Sud | 13 juillet 2011  | -                  |
| The power of one                           | Rocklands, Afrique du Sud | 13 juillet 2011  | -                  |
| Mooiste Meisie                             | Rocklands, Afrique du Sud | 13 juillet 2011  | -                  |
| El Corazon                                 | Rocklands, Afrique du Sud | 27 juin 2011     | -                  |
| Fyysikko                                   | 28.7, Finlande            | 27 mai 2011      | -                  |
| Delusion of grandeur                       | Chironico, Suisse         | 7 avril 2011     | -                  |
| 2010                                       |                           |                  |                    |
| Dark Sakai                                 | Magic Wood, Suisse        | 8 juillet 2010   | Première ascension |
| Deep Throat                                | Magic Wood, Suisse        | 7 juillet 2010   | -                  |
| The Riverbed                               | Magic Wood, Suisse        | 2 juillet 2010   | -                  |
| Steppenwolf                                | Magic Wood, Suisse        | 26 juin 2010     | -                  |
| One summer in paradise                     | Magic Wood, Suisse        | 19 juin 2010     | -                  |
| Feel Good Inc.                             | Sipoo, Finlande           | 25 avril 2010    | -                  |
| Hypergravity                               | Sipoo, Finlande           | 15 avril 2010    | -                  |

## Filmographie
(en) Welcome to The Hood, de PRAK media, 2 avril 2012, DVD [présentation en ligne]